# Jørgen Daa
Jørgen Daa, död 1619, var en dansk amiral.
Daa fick 1611 befälet över 7 danska skepp som sändes till Kattegatt och erövrade med dem den del av den vid Älvsborg utrustade svenska eskadern. År 1612 bidrog han genom sin blockad av Älvsborgs fästning till dess fall och erhöll i belöning Holbæks slott som förläning men fortsatte att göra tjänst som amiral.
I Eldsberga kyrka i södra Halland finns en minnestavla över amiral Jørgen Daa, en epitafium. Han ska ha sänts ut av den danske kungen Kristian IV år 1619 för att möta eller förbereda möte med den svenske kungen Gustav II Adolf i Halmstad. Emellertid avled Jørgen i Eldsberga prästgård. Han begrovs i Eldsberga kyrka.